# Kırıkkale (Provinz)
Kırıkkale ist eine Provinz der Türkei. Ihre Hauptstadt ist das gleichnamige Kırıkkale.

## Geografie
Die Provinz hat 278.403 Einwohner (Stand Ende 2020) auf einer Fläche von 4.791 km². Sie grenzt an die Provinzen Ankara im Westen, Çankırı im Norden, Çorum im Nordosten, Yozgat im Osten und Kırşehir im Südosten. Durch das Gesetz Nr. 3578 wurde die Provinz im Jahr 1989 neu geschaffen. Alle neun Landkreise wurden hierbei von der Provinz Ankara abgetrennt.
Statistisch gesehen gehört die Kırıkkale mit sieben anderen Provinzen zur Region Zentralanatolien (TR7, türk. Orta Anadolu). Bei Fläche (5,29 %, Platz 8) und Bevölkerung (6,82 %, Platz 7) nimmt sie eher hintere Plätze ein, ist aber nach Kayseri die zweitdichtbesiedelste Provinz (58,2 Einw. je km² gegenüber 45,1 in der Provinz) in der Region.

## Verwaltungsgliederung
Die Provinz ist in neun Landkreise (auch Bezirke, İlçe) gegliedert:
| Kreis- code 1        | Landkreis            | Fläche 2 (km²) | Bevölkerung (2020) 3 | Bevölkerung (2020) 3       | Anzahl der Einheiten   | Anzahl der Einheiten  | Anzahl der Einheiten | Dichte (Ew./km²) | städt. Anteil (in %) | Sex Ratio 4 | Grün- dungs- da- tum 5, 6 |
| Kreis- code 1        | Landkreis            | Fläche 2 (km²) | Landkreis (İlçe)     | Verwal- tungssitz (Merkez) | Gemein- den (Belediye) | Stadt- viertel (Mah.) | Dörfer (Köy)         | Dichte (Ew./km²) | städt. Anteil (in %) | Sex Ratio 4 | Grün- dungs- da- tum 5, 6 |
| -------------------- | -------------------- | -------------- | -------------------- | -------------------------- | ---------------------- | --------------------- | -------------------- | ---------------- | -------------------- | ----------- | ------------------------- |
| 1880                 | Bahşılı              | 266            | 7.279                | 6.004                      | 1                      | 5                     | 5                    | 27,4             | 82,48                | 985         | 1990                      |
| 1882                 | Balışeyh             | 623            | 6.181                | 2.207                      | 1                      | 4                     | 28                   | 9,9              | 35,71                | 939         | 1990                      |
| 1901                 | Çelebi               | 223            | 2.471                | 805                        | 1                      | 4                     | 13                   | 11,1             | 32,58                | 948         | 1990                      |
| 1268                 | Delice               | 970            | 8.532                | 2.280                      | 2                      | 13                    | 40                   | 8,8              | 50,62                | 966         | 1960                      |
| 1954                 | Karakeçili           | 137            | 3.277                | 2.990                      | 1                      | 8                     | 2                    | 23,9             | 91,24                | 943         | 1990                      |
| 1463                 | Keskin               | 1129           | 16.239               | 9.423                      | 1                      | 6                     | 55                   | 14,4             | 58,03                | 853         |                           |
| 1469                 | Kırıkkale Merkez     | 432            | 199.032              | 191.709                    | 2                      | 31                    | 9                    | 460,7            | 97,95                | 1021        | 1989                      |
| 1638                 | Sulakyurt            | 708            | 6.513                | 2.115                      | 1                      | 7                     | 26                   | 9,2              | 32,47                | 888         | 1960                      |
| 1992                 | Yahşihan             | 304            | 29.179               | 26.473                     | 1                      | 10                    | 7                    | 96,0             | 90,73                | 1035        | 1990                      |
| PROVINZ 71 Kırıkkale | PROVINZ 71 Kırıkkale | 4791           | 278.703              |                            | 11                     | 88                    | 185                  | 58,2             | 89,45                | 1000        | 1989                      |

## Bevölkerung
Zum Zensus 2011 betrug das Durchschnittsalter in der Provinz 31,8 Jahre (Landesdurchschnitt: 29,6), wobei die weibliche Bevölkerung durchschnittlich 2,2 Jahre älter als die männliche war (32,9 — 30,7).

### Ergebnisse der Bevölkerungsfortschreibung
Nachfolgende Tabelle zeigt die jährliche Bevölkerungsentwicklung am Jahresende nach der Fortschreibung durch das 2007 eingeführte adressierbare Einwohnerregister (ADNKS). Außerdem sind die Bevölkerungswachstumsrate und das Geschlechterverhältnis (Sex Ratio d. h. Anzahl der Frauen pro 1000 Männer) aufgeführt.

Der Zensus von 2011 ermittelte 276.847 Einwohner, das sind über 100.000 Einwohner weniger als beim Zensus 2000.

| Jahr  | Bevölkerung am Jahresende | Bevölkerung am Jahresende | Bevölkerung am Jahresende | Wachstums- rate der Be- völkerung (in %) | Geschlechter verhältnis (Frauen auf 1000 Männer) | Rang (unter den 81 Provinzen) |
| Jahr  | gesamt                    | männlich                  | weiblich                  | Wachstums- rate der Be- völkerung (in %) | Geschlechter verhältnis (Frauen auf 1000 Männer) | Rang (unter den 81 Provinzen) |
| ----- | ------------------------- | ------------------------- | ------------------------- | ---------------------------------------- | ------------------------------------------------ | ----------------------------- |
| 2020  | 271.424                   | 135.630                   | 135.794                   | −1,52                                    | 1.001                                            | 64                            |
| 2019  | 275.618                   | 138.172                   | 137.446                   | −1,25                                    | 995                                              | 62                            |
| 2018  | 286.602                   | 143.305                   | 143.297                   | 2,82                                     | 1000                                             | 62                            |
| 2017  | 278.749                   | 139.602                   | 139.147                   | 0,28                                     | 997                                              | 62                            |
| 2016  | 277.984                   | 140.085                   | 137.899                   | 2,85                                     | 984                                              | 62                            |
| 2015  | 270.271                   | 135.024                   | 135.247                   | −0,30                                    | 1002                                             | 63                            |
| 2014  | 271.092                   | 135.797                   | 135.295                   | −1,30                                    | 996                                              | 63                            |
| 2013  | 274.658                   | 137.639                   | 137.019                   | −0,03                                    | 995                                              | 62                            |
| 2012  | 274.727                   | 137.324                   | 137.403                   | −0,10                                    | 1001                                             | 63                            |
| 2011  | 274.992                   | 137.666                   | 137.326                   | −0,60                                    | 998                                              | 62                            |
| 2010  | 276.647                   | 137.792                   | 138.855                   | −1,49                                    | 1008                                             | 61                            |
| 2009  | 280.834                   | 140.172                   | 140.662                   | 0,54                                     | 1003                                             | 61                            |
| 2008  | 279.325                   | 139.909                   | 139.416                   | −0,32                                    | 996                                              | 61                            |
| 2007  | 280.234                   | 139.923                   | 140.311                   | −                                        | 1003                                             | 60                            |
| 20001 | 383.508                   | 196.430                   | 187.078                   |                                          | 952                                              | 50                            |

1 Zensus 2000

### Bevölkerungszahlen der Landkreise
Die Werte von 1990 und 2000 basieren auf den Volkszählungen, die restlichen (2007–2018) sind Bevölkerungsangaben am Jahresende, ermittelt durch die Fortschreibung im 2007 eingeführten Einwohnerregister (ADNKS)
| Landkreis       | 1990    | 2000    | 2007    | 2008    | 2009    | 2010    | 2011    | 2012    | 2013    | 2014    | 2015    | 2016    | 2017    | 2018    | 2019    | 2020    |
| --------------- | ------- | ------- | ------- | ------- | ------- | ------- | ------- | ------- | ------- | ------- | ------- | ------- | ------- | ------- | ------- | ------- |
| Bahşili         | 11.058  | 8.525   | 7.121   | 7.070   | 7.134   | 7.124   | 6.911   | 6.769   | 7.032   | 6.910   | 6.772   | 6.768   | 6.851   | 7.907   | 7.399   | 7.279   |
| Balışeyh        | 14.097  | 13.702  | 8.221   | 8.851   | 7.770   | 7.006   | 6.826   | 6.435   | 6.633   | 6.100   | 5.782   | 5.692   | 5.546   | 7.221   | 6.478   | 6.181   |
| Çelebi          | 9.415   | 7.210   | 2.178   | 2.236   | 2.212   | 2.177   | 2.140   | 2.098   | 3.233   | 2.318   | 2.183   | 2.151   | 2.104   | 3.024   | 2.633   | 2.471   |
| Delice          | 27.668  | 31.042  | 11.035  | 11.723  | 10.648  | 9.960   | 9.592   | 9.101   | 10.131  | 8.914   | 8.376   | 8.249   | 8.211   | 10.017  | 9.075   | 8.532   |
| Karakeçili      | 8.699   | 8.296   | 3.835   | 3.920   | 3.689   | 3.439   | 3.375   | 3.355   | 4.371   | 4.077   | 3.365   | 3.297   | 3.184   | 3.810   | 3.369   | 3.277   |
| Keskin          | 41.732  | 59.150  | 21.371  | 21.532  | 21.619  | 20.716  | 19.505  | 18.886  | 20.054  | 17.814  | 16.729  | 17.789  | 17.210  | 18.139  | 17.620  | 16.239  |
| Merkez          | 206.688 | 225.005 | 204.083 | 201.578 | 201.382 | 201.517 | 202.098 | 200.625 | 195.971 | 197.037 | 198.132 | 202.309 | 202.197 | 196.645 | 198.477 | 199.032 |
| Sulakyurt       | 18.740  | 16.480  | 9.427   | 9.093   | 10.383  | 8.575   | 7.927   | 9.783   | 7.773   | 7.089   | 6.685   | 6.626   | 6.504   | 8.531   | 6.953   | 6.513   |
| Yahşihan        | 11.299  | 14.098  | 12.963  | 13.322  | 15.997  | 16.133  | 16.618  | 17.675  | 19.460  | 20.833  | 22.247  | 25.103  | 26.942  | 31.308  | 31.013  | 29.179  |
| Summe Provinz00 | 349.396 | 383.508 | 280.234 | 279.325 | 280.834 | 276.647 | 274.992 | 274.727 | 274.658 | 271.092 | 270.271 | 277.984 | 278.749 | 286.602 | 275.618 | 271.424 |